# A. V. Rockwell
A.V. Rockwell (nacida Alina Victoria Rockwell) es una directora de cine estadounidense. En 2023 debutó como directora en un largometraje con la película A Thousand and One.

## Primeros años y educación
Rockwell nació y creció en Queens, Nueva York, de padres jamaicanos. Asistió a la escuela secundaria en Brooklyn Technical High School y asistió a la escuela de cine en la Tisch School of the Arts de la Universidad de Nueva York. Una de sus primeras inspiraciones para dedicarse al cine provino de sus estudios de cine europeo mientras estudiaba en París.

## Carrera
Uno de los primeros trabajos de Rockwell fue la serie Open City Mixtape, que seguía las historias de los jóvenes en la ciudad de Nueva York y fue filmada en blanco y negro. Posteriormente, Rockwell trabajó con Alicia Keys en el cortometraje centrado en la música The Gospel para el sexto álbum de estudio de Keys, Here.
En 2018, Rockwell estrenó su cortometraje Feathers, que debutó en el Festival Internacional de Cine de Toronto. Por Feathers, Rockwell fue nombrada ganadora del gran premio del Tribeca Film Institute y de la beca Through Her Lens de CHANEL; la película fue seleccionada como parte del Festival de Cine de Sundance de 2019 y luego fue adquirida por Fox Searchlight Pictures para su colección Searchlight Shorts.

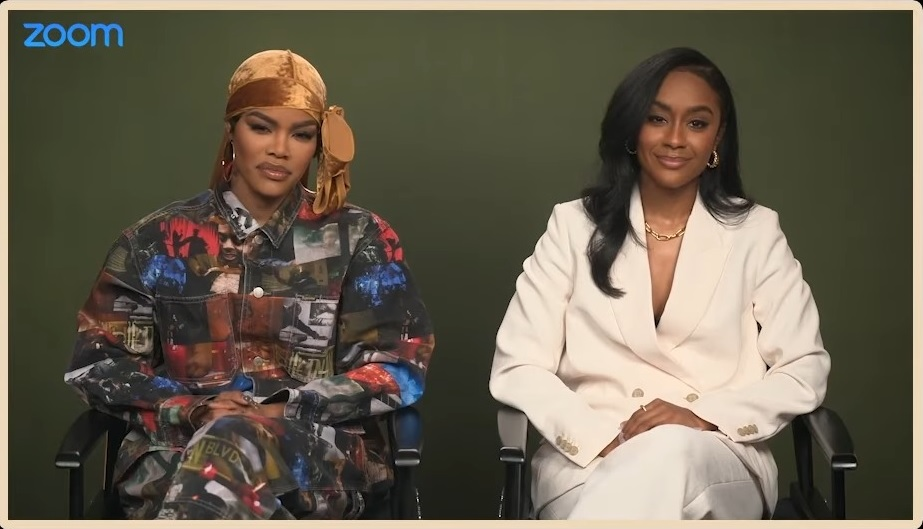
Rockwell (derecha) y la actriz Teyana Taylor promocionan A Thousand and One. La película recibió elogios universales.

En 2023, Rockwell hizo su debut cinematográfico con A Thousand and One, protagonizada por Teyana Taylor y ambientada en Harlem, Nueva York, entre 1994 y 2005. La película debutó en el Festival de Cine de Sundance de 2023, donde ganó el Gran Premio del Jurado. Ha citado a Martin Scorsese y Spike Lee como influencias, así como las películas Goodfellas, Crooklyn, Do the Right Thing, ¿Quién engañó a Roger Rabbit?, Z, La batalla de Argel y Pasqualino Settebellezze.
A lo largo de su carrera, Rockwell ha sido nombrada una de las 25 caras nuevas del cine independiente por la revista Filmmaker, ganó el premio Young Guns 2018 y ha recibido becas del Instituto Sundance, el Tribeca Film Institute y la Fundación John S. Guggenheim. Ganó el premio a la directora revelación en los Gotham Awards 2023 por su trabajo en su debut como directora de largometraje A Thousand and One.

## Filmografía
| Año  | Título             | Director | Escritora | Productora | Notas                            |
| ---- | ------------------ | -------- | --------- | ---------- | -------------------------------- |
| 2016 | The Gospel         | Sí       | Sí        | No         | Cortometraje                     |
| 2018 | Feathers           | Sí       | Sí        | Sí         | Cortometraje                     |
| 2023 | A Thousand and One | Sí       | Sí        | Ejecutiva  | Debut como directora de película |